# Mićun Jovanić
Mićun Jovanić (* 29. Juli 1952 in Split; † 26. Juli 2010 in Kaštel Gomilica) war ein jugoslawischer Fußballspieler auf der Position eines Stürmers.

## Laufbahn
Von 1969 bis 1981 spielte Jovanić für seinen Heimatverein Hajduk Split und gehörte zur Stammformation von dessen „goldener Generation“, die in den 1970er Jahren viermal die jugoslawische Fußballmeisterschaft gewann. Dies gelang außerdem nur noch Mario Boljat, Ivica Matković, Dražen Mužinić und Luka Peruzović.
Für die Saison 1981/82 wechselte Jovanić zum belgischen Rekordmeister RSC Anderlecht, mit dem ihm jedoch ein Titelgewinn versagt blieb. Danach spielte er noch eine Saison beim kroatischen NK Solin sowie zwei Spielzeiten beim französischen AS Béziers.

## Erfolge
- Jugoslawischer Meister (4): 1970/71, 1973/74, 1974/75, 1978/79
- Jugoslawischer Pokalsieger (5): 1972, 1973, 1974, 1976, 1977